# Loukkos
El riu Loukkos, Lucus o Luco (en àrab, واد لوكوس Wād Lūkūs; en llatí, Lucus; del grec Λύκος Loukkos) té una longitud aproximada de 100 km, neix al Rif (Marroc) i transcorre per la plana del Garb fins que finalment desemboca a l'Atlàntic, a Larraix. En la seva desembocadura forma extensos meandres on es barregen les aigües dolces i salades, on encara avui s'hi pesquen anguiles i angules. També s'exploten salines, obtenint-se la sal per evaporació.
El riu pot provocar grans inundacions en època de crescudes.
En 1775 apareix a la cartografia de Tomás López y Vargas amb la denominació de "Riu Lucos"